# ステファン・ジェロムスキ

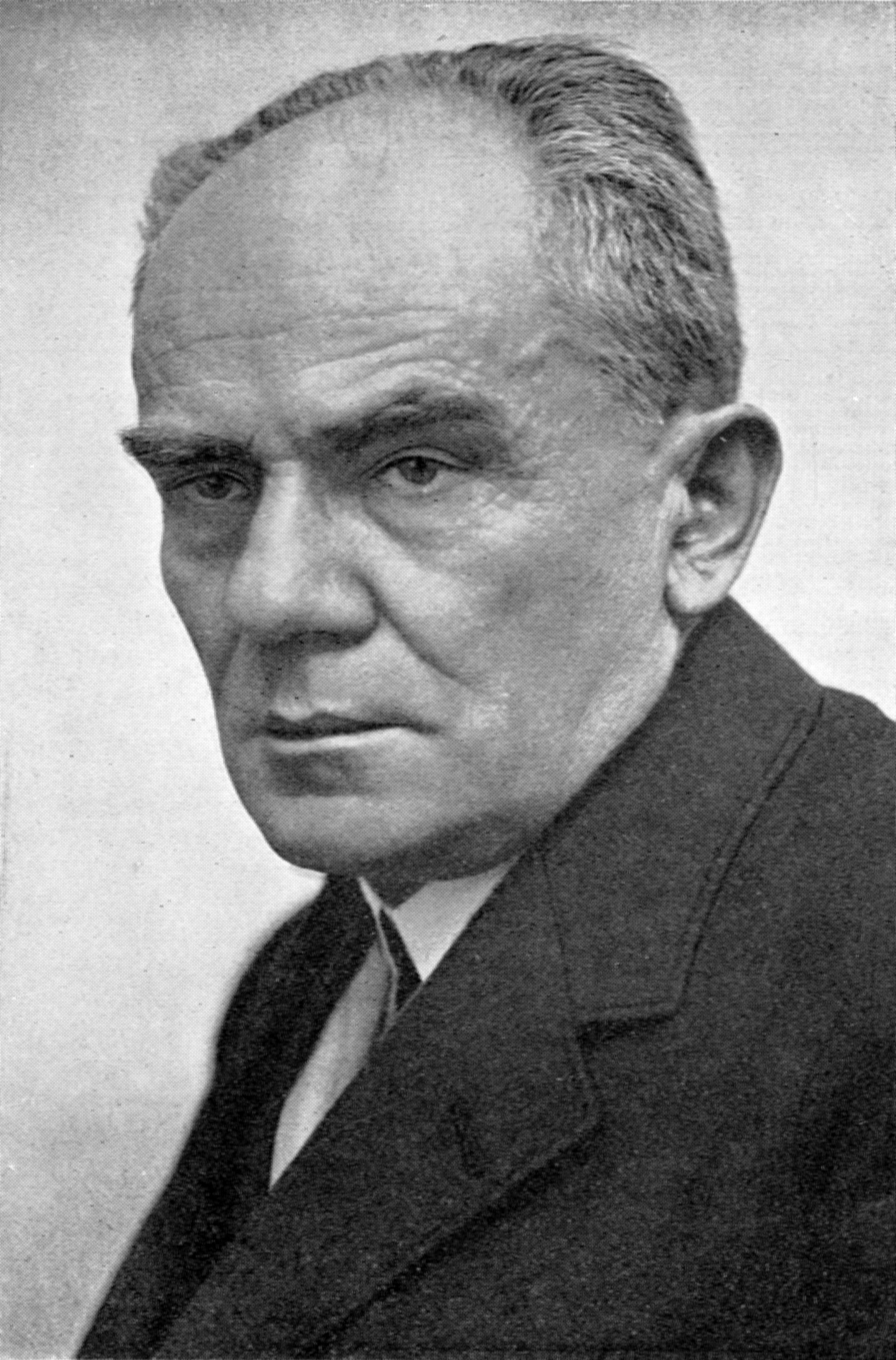
1924年以前のステファン・ジェロムスキ

ステファン・ジェロムスキ（Stefan Żeromski、1864年10月14日 – 1925年11月20日）は、ポーランドの小説家であり、劇作家であった。そして、「ポーランド文学の良心」と呼ばれていた。 Maurycy Zych、Józef Katerla、Stefan Iksmoreżなどのペンネームを使って執筆していた。1918年に成立したザコパネ共和国の大統領を務めていたこともある。

## 生涯
1892－96年の間、ジェロムスキは学芸員として働き、最後の2年はスイスのポーランド博物館で働いた。文学的な業績が認められ、ワルシャワの王宮の一室を使う特権を与えられた。1924年にノーベル文学賞の候補となった。彼の小説にはワレリアン・ボロズウィックにより映画化された「罪物語」（Dzieje grzechu）、アンジェイ・ワイダによって映画化された「灰」（Popioły）などがある。

## 日本語訳
- 『ジェロムスキ短篇集』小原雅俊監訳（未知谷「ポーランド文学古典叢書」、2024年）